# Félicien Rops
Pour les articles homonymes, voir Rops.
Félicien Rops, né le 7 juillet 1833 à Namur et mort le 23 août 1898 à Essonnes, est un peintre, dessinateur, illustrateur et graveur belge.

## Biographie

### Enfance et jeunesse à Namur

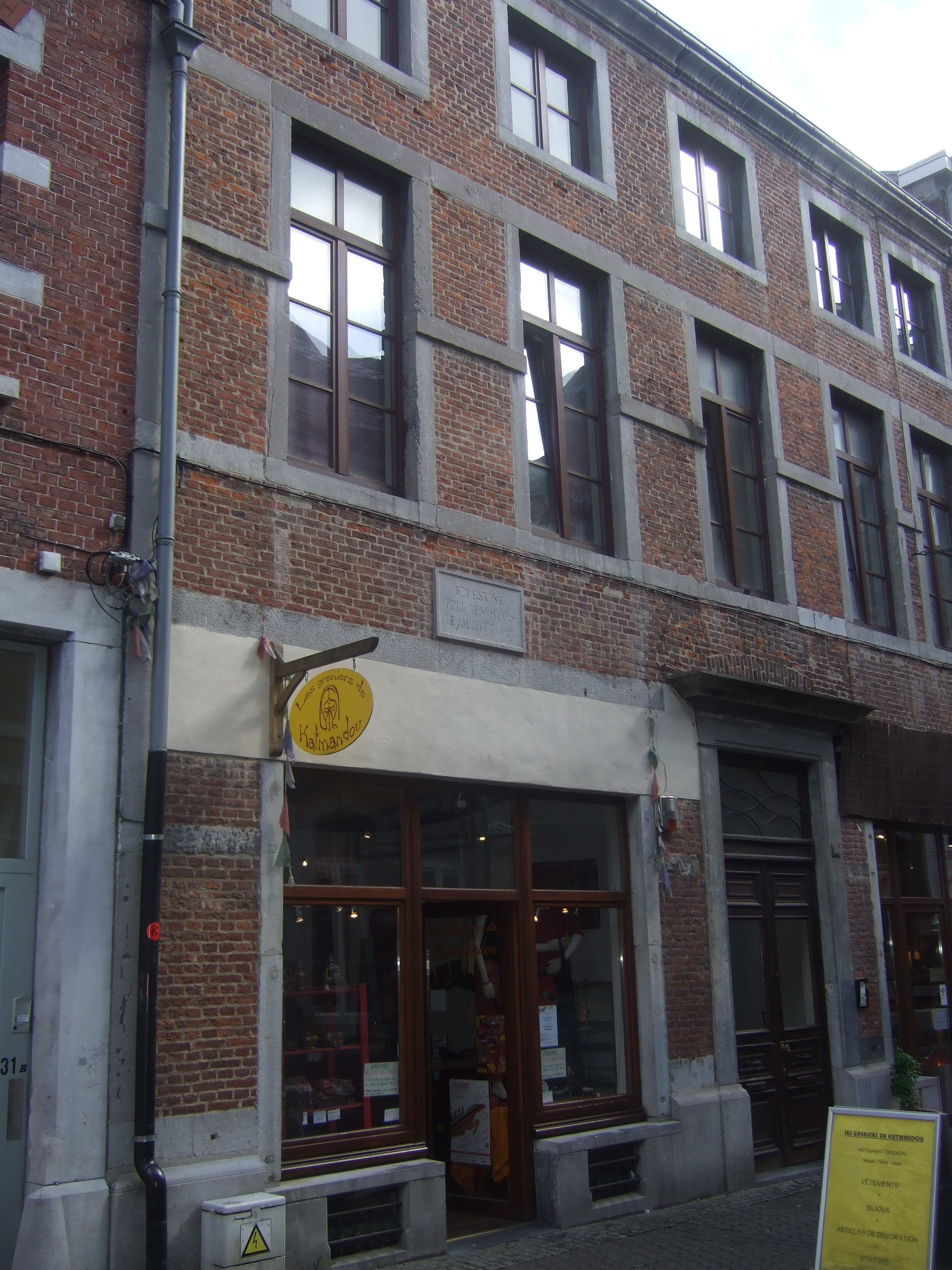
Façade de la maison natale de Rops au 33, rue du Président à Namur.

Félicien Victor Joseph Rops est né le 7 juillet 1833 en la demeure de ses parents à Namur, place Marché au beurre (actuelle place Chanoine Descamps). Une plaque commémorative se trouve sur la façade arrière de la maison, rue du Président. Il est baptisé le lendemain à l'église Saint-Loup.
Félicien Rops est le fils unique de l'industriel Nicolas-Joseph Rops (1782-1849) et de Sophie Maubille (1794-1872). Son père produit et commercialise des tissus imprimés, il est passionné de musique et d'horticulture (Félicien hérite de ce goût pour l'horticulture, à laquelle il se consacre, notamment, à la fin de sa vie, dans sa propriété d'Essonnes). En 1837, alors que le jeune Félicien a quatre ans, la famille quitte le quartier du Vieux Namur où il est né et s'installe dans un hôtel de maître qu'a fait construire son père dans une autre partie de la ville correspondant mieux à leur statut de bourgeois aisé (la rue Neuve, actuellement nommée rue Pépin).
Dès 1838, Rops est scolarisé chez les Jésuites, au collège Notre-Dame de la Paix. Il reçoit également un enseignement de précepteurs privés, à domicile. Au collège, il rencontre notamment le futur écrivain Octave Pirmez, d'un an son aîné, dont l'amitié se prolongera par une longue relation épistolaire. Il est bon élève et se voit récompenser en 1844 par le premier prix d'excellence. Il quitte cet établissement en 1849 et poursuit ses études à l'Athénée royal de Namur. Parallèlement, il suit des cours de peinture à l'Académie des Beaux-Arts de Namur, auprès de Ferdinand Marinus.
Nicolas-Joseph, son père, meurt le 7 février 1849. Félicien, alors âgé de quinze ans, est placé sous la tutelle de son oncle Alphonse Rops. Ses relations avec son tuteur, échevin de la ville de Namur, sont difficiles : dans ses lettres, Félicien décrit celui-ci comme intransigeant et sermonnaire, ce qui ne fait qu'accroître sa soif de liberté et d'évasion. De plus, il se sent étouffé dans cette ville qu'il estime envahie par la pensée bourgeoise.

### Carrière bruxelloise

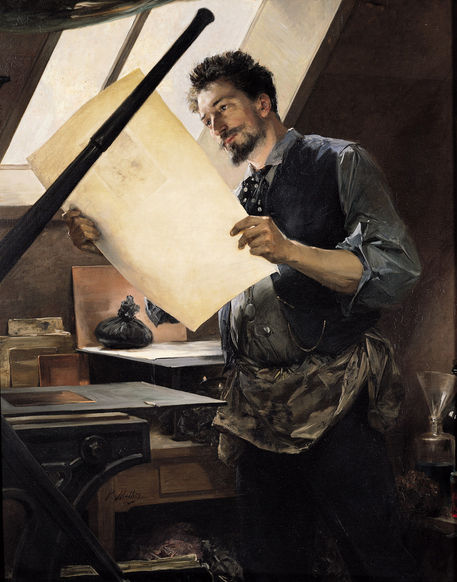
Paul Mathey, Félicien Rops dans son atelier (vers 1888), dépôt du musée d'Orsay au château de Versailles.

Rops quitte Namur en 1851. Inscrit à l'Université libre de Bruxelles, pour une candidature en philosophie préparatoire au droit, il rejoint le cercle littéraire Les Joyeux, fondé en 1847 par une vingtaine d'amis dont l'écrivain Charles De Coster. Si Félicien apprécie tout particulièrement l'effervescence créative et audacieuse de ce milieu estudiantin (en témoignent les efforts qu'il déploie pour créer l'hebdomadaire Uylenspiegel, sous-titré Journal des ébats artistiques et littéraires, qui parait dès février 1856 et jusqu'en 1863, faisant date dans l'histoire littéraire belge), il ne cherche nullement à décrocher un diplôme. Il continue en revanche à se former à la peinture par sa participation à l'Atelier Saint-Luc, animé par Ernest Slingeneyer et rassemblant des artistes d'avant-garde.
Ses premières œuvres publiées (notamment dans le journal Le Crocodile) sont principalement des caricatures. Parmi celles-ci, La Médaille de Waterloo (1858), charge contre les Belges arborant la médaille de Sainte-Hélène (créée l'année précédente), choque véritablement l'opinion publique et lui vaut une provocation en duel de la part du fils d'un officier de l'Empire,.
Après ces débuts de caricaturiste, Rops entame une carrière d'illustrateur. Il contribue notamment à l'édition des œuvres de son ami Charles De Coster (dont La Légende et les aventures d'Ulenspiegel et de Lamme Goedzak au pays de Flandre et ailleurs, parue en 1867) et — son succès l'ayant amené à Paris — de celles de Jules Barbey d'Aurevilly, de Joséphin Peladan, de Félicien Champsaur ou de Stéphane Mallarmé.
À Bruxelles, Rops est membre de la Société des agathopèdes et de la Société libre des beaux-arts dont il devient vice-président en 1868. Il y fonde également la Société internationale des Aquafortistes, dont les statuts sont rédigés le 4 décembre 1869. Cette entreprise, rapidement interrompue par la guerre franco-prussienne qui paralyse l'Europe, n'aboutit cependant pas, faute de parvenir à réunir des artistes issus d'autres nations que la France, les Pays-Bas et la Belgique. Malgré une relance après la fin du conflit, le départ de Belgique de Rops, puis celui de l'imprimeur François Nys, son plus important collaborateur, provoquent la fin d'activité de cet embryon de société internationale, en octobre 1877.
En mars 1885, Rops, au même titre qu'Anna Boch, est admis comme membre du Groupe des XX en remplacement de Frans Simons et de Théodore Verstraete, tous deux démissionnaires. L’année précédente, Rops avait participé en tant qu'artiste invité au premier salon annuel des XX, où il avait présenté sa Tentation de saint Antoine.
Féru de botanique, il s'y adonne en compagnie de l'éditeur français Auguste Poulet-Malassis, exilé à Bruxelles de septembre 1863 à mai 1871. Pour celui-ci, il réalise les frontispices des Bas-fonds de la société d'Henry Monnier (1864), du Diable au corps d'Andrea de Nerciat (1865), des Épaves de Charles Baudelaire (1866), des Jeunes France de Théophile Gautier (1866), de Gamiani d'Alfred de Musset (1866) ou encore de Point de lendemain de Vivant Denon (1867).
Franc-maçon, il devient membre de la loge maçonnique namuroise La Bonne Amitié, du Grand Orient de Belgique, le 1er juillet 1861. Pierre-Joseph Proudhon assistera à son initiation. Il y aurait même prononcé un discours.

### Vie de famille à Thozée

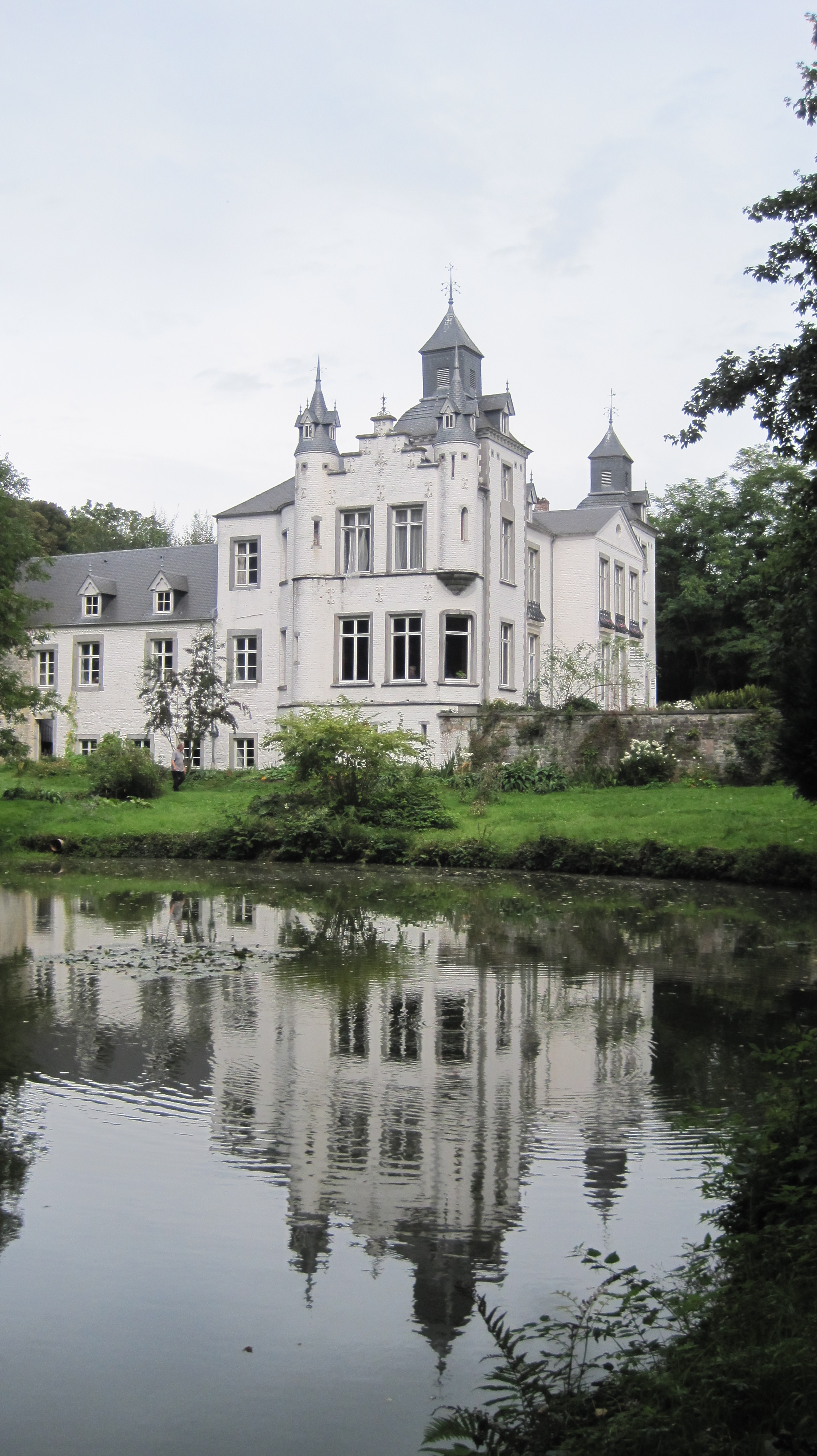
Le château de Thozée en 2011.

Le 28 juin 1857, Rops épouse Charlotte Polet de Faveaux, fille d'un juge au Tribunal de Namur, qu'il connait depuis l'université. Les époux vivent successivement à Namur (13, rue Neuve), à Bruxelles où ils se font construire une maison au rond-point de l'avenue Louise et au château de Thozée, près de Mettet, gentilhommière dont Charlotte a hérité après le décès d'un de ses oncles. Rops profite de ce grand domaine pour inviter chez lui de nombreux artistes et amis, Charles Baudelaire notamment.
De son union avec Charlotte naissent un fils, Paul, le 7 novembre 1858, et une fille, Juliette. Celle-ci, née le 18 octobre 1859, meurt d'une méningite à l'âge de cinq ans le 15 août 1865, causant à Rops un grand chagrin.
Passionné de canotage, Rops collabore en 1862 à la fondation de l'actuel Royal Club Nautique Sambre et Meuse (anciennement Cercle Nautique de Sambre et Meuse), dont il est le premier président jusqu'en 1869. À la suite des démarches effectuées par le graveur et ses comparses, le cercle obtient le titre de « société royale » dès 1865 par S.A.R. le duc de Brabant (le futur Léopold II) qui accepte pour son fils, le petit prince comte de Hainaut, la présidence du RCNSM.

### Carrière parisienne

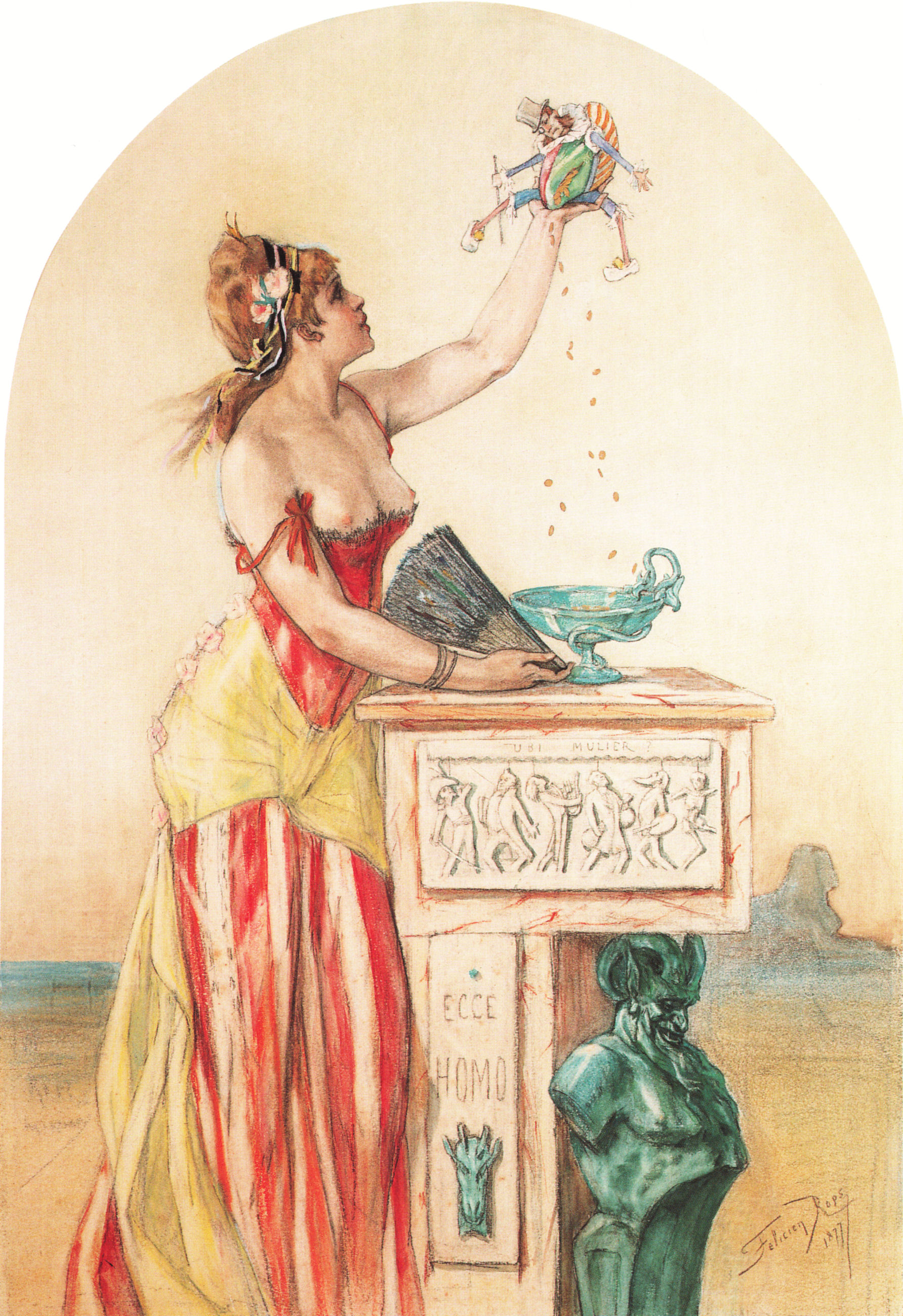
La Dame au pantin (1877).

Les contacts de Félicien Rops avec la vie parisienne remontent à sa rencontre avec le journaliste et écrivain Alfred Delvau. Après avoir fait son éloge en lui consacrant une critique dans le journal Rabelais, Delvau le charge de réaliser les frontispices de plusieurs de ses ouvrages : Histoire anecdotique des Cafés et Cabarets de Paris (1862), Les Cythères parisiennes, histoire anecdotique des bals de Paris (1864) et Dictionnaire érotique moderne (1864). Ce sont ces commandes qui amènent Rops à accompagner le journaliste dans les bas-fonds parisiens pour se documenter. Les « cocottes » parisiennes (Manette Salomon ou Parisine, 1867 ; La Buveuse d'absinthe, 1869 ; La Dèche, 1882…) et les débits de boissons (Le Gandin ivre, date inconnue ; Le Bouge à matelots, 1875 ; Le Quatrième Verre de cognac, vers 1880…) font alors massivement leur entrée dans son œuvre.
C'est également Delvau qui présente Rops à l'éditeur Auguste Poulet-Malassis, à Paris en 1863. Celui-ci confie de nombreux projets au graveur, surtout après son exil à Bruxelles. Il s'agit principalement d'illustrations d'ouvrages licencieux (les deux hommes ont travaillé ensemble sur trente-quatre titres entre 1864 et 1870), qui lui valent encore aujourd'hui une réputation sulfureuse, obérant sa reconnaissance publique.
À Paris, tout comme à Bruxelles, Rops se pique de journalisme. Dans la seconde moitié des années 1860, il y collabore notamment à la Chronique des arts et de la curiosité, un supplément de la Gazette des beaux-arts. Dès 1868, il a également le projet d'éditer à Paris et en collaboration avec Armand Gouzien un journal, qu'il désigne dans sa correspondance sous des titres divers : La Vie moderne, Rops-Magazine, Feuilles Volantes… Il est proche de le faire en 1871, mais se heurte à une interdiction de Ernest Courtot de Cissey, alors ministre de la guerre. Même chose en 1873, où Rops écrit à Auguste Poulet-Malassis que la Vie moderne est « fondée et payée », avant que le projet n'avorte à nouveau, sans doute en raison de l'interdiction de toute création de journal dans la capitale, promulguée par le cabinet de Broglie le 31 juillet. L'année suivante, il est à nouveau prêt de le lancer, cette fois à Bruxelles et sous le titre de Feuilles volantes, mais s'en trouve empêché par la séparation de biens que lui impose son épouse et qui lui crée des difficultés financières. En fin de compte, un journal intitulé La Vie moderne est bien fondé à Paris, mais par Georges Charpentier qui en confie la direction à Émile Bergerat. Rops participa néanmoins à cette publication, comme l'attestent les mémoires de Bergerat.
Les infidélités de Félicien (et notamment sa relation avec la jeune Alice Renaud, qui fut la goutte faisant déborder le vase) ont raison de son mariage avec Charlotte Polet de Faveaux. Par souci des convenances, Charlotte renonce au divorce mais réclame la séparation des biens. Chassé de Thozée, Rops quitte définitivement la Belgique et s'installe à Paris. Il y partage un temps l'atelier de son compatriote Louis Artan de Saint-Martin, puis s'installe dès 1876 chez les sœurs Léontine (1849-1915) et Aurélie (1852-1924) Duluc, créatrices d'une maison de couture, qui sont ses maîtresses depuis 1869. En 1870, Léontine donne naissance à une fille, Claire. Rops lui offre une instruction sérieuse, l'envoyant notamment étudier en Angleterre avant de la marier, à 25 ans, à l'écrivain belge Eugène Demolder. Aurélie met quant à elle au monde un garçon, prénommé Jacques, qui, âgé de quelques jours, meurt subitement d'une embolie.
À Paris, Rops fréquente les milieux artistes du café Guerbois et du café Larochefoucauld, il est reçu par Victor Hugo… Il impressionne ainsi nombre de ses contemporains par sa vaste culture et sa mémoire prodigieuse.

### Voyages

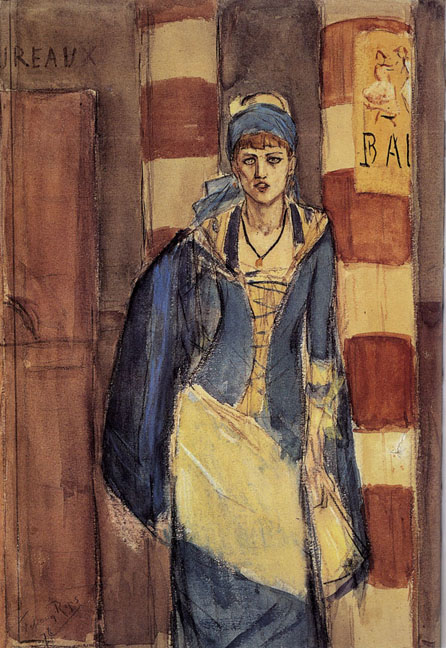
La Buveuse d'absinthe (1877).

Ami de l'archéologue Maurice Hagemans, il voyage avec lui en Suède en août 1874, dans le but d'assister à un congrès international sur la préhistoire. L'artiste tient à cette occasion une chronique dans le journal L'Indépendance belge, constituant à la fois un compte-rendu des conférences et un récit de voyage. En 1879, c'est accompagné de son ami Armand Gouzien, alors inspecteur des Beaux-Arts, et d'une délégation officielle qu'il part cette fois en Hongrie, pays dont il estime ses ancêtres originaires,. Il y retourne du 7 au 20 août 1885, accompagnant quelque trente-cinq artistes et écrivains parisiens à l'Exposition internationale de Budapest.
Rops effectue aussi plusieurs voyages (en 1874, 1876 et 1877) à Monte-Carlo où il rend visite à son ami Camille Blanc. En 1887, il visite New York avec les sœurs Duluc qui y exportent leurs créations de mode. Il dessine ou peint en outre sur les bords de la Meuse, du Danube, à Barbizon, en Espagne ou en Algérie.

### Dernières années à Essonnes
En 1884, Rops acquiert une propriété à trente kilomètres au sud de Paris, à Essonnes (aujourd'hui Corbeil-Essonnes). C'est dans cette habitation nommée La Demi-Lune qu'il passe sa retraite, se consacrant notamment à la botanique. Il s'éloigne ainsi de la ville mais pas vraiment du milieu artistique ou du cercle de ses proches, car se sont installés dans la même région certaines de ses relations comme Alphonse Daudet, Nadar ou Octave Uzanne. Il reçoit de plus chez lui nombre de vieilles connaissances.
Rops est désormais un artiste reconnu et consacré. En 1889, il se voit décerner la Légion d'honneur. En 1896, une rétrospective de ses œuvres est organisée à Paris par l'hôtel Drouot, tandis que la revue La Plume lui consacre un numéro spécial.

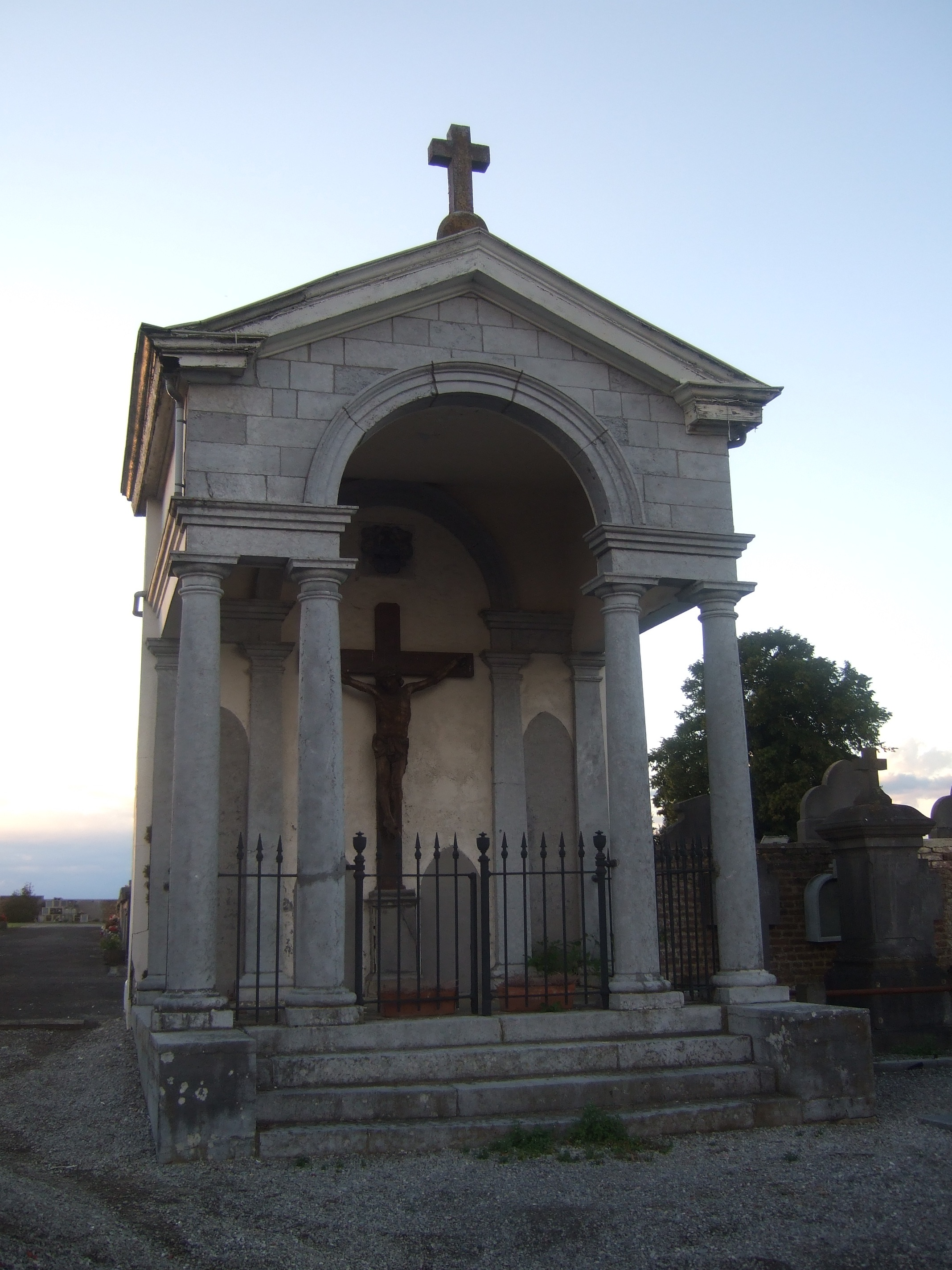
Caveau familial des Polet de Faveaux au cimetière de Mettet.

À la fin du mois d'avril 1892, alors qu'il est occupé à graver, Rops reçoit du  bichlorate de potasse dans l'œil. Il aurait sans doute perdu la vue sans l'intervention du médecin ophtalmologiste Georges Camuset, connaissance de Rops pour qui l'artiste a réalisé en 1884 une eau-forte, destinée à l'édition des sonnets qu'écrit celui-ci. En dépit de cet accident, qui le handicapa vraisemblablement, Rops reste actif jusqu'à son décès en 1898.
Les funérailles de Rops ont lieu dans la simplicité à l'église Saint-Étienne d'Essonnes et il est inhumé au cimetière de cette même ville. Cependant, en 1906, son fils Paul fait exhumer ses restes. Rops est alors inhumé à Namur, au cimetière dit « de Belgrade », puis à Mettet où il repose désormais dans le caveau familial des Polet de Faveaux. Son épouse Charlotte l'y rejoint le 22 mars 1929.

## Œuvre

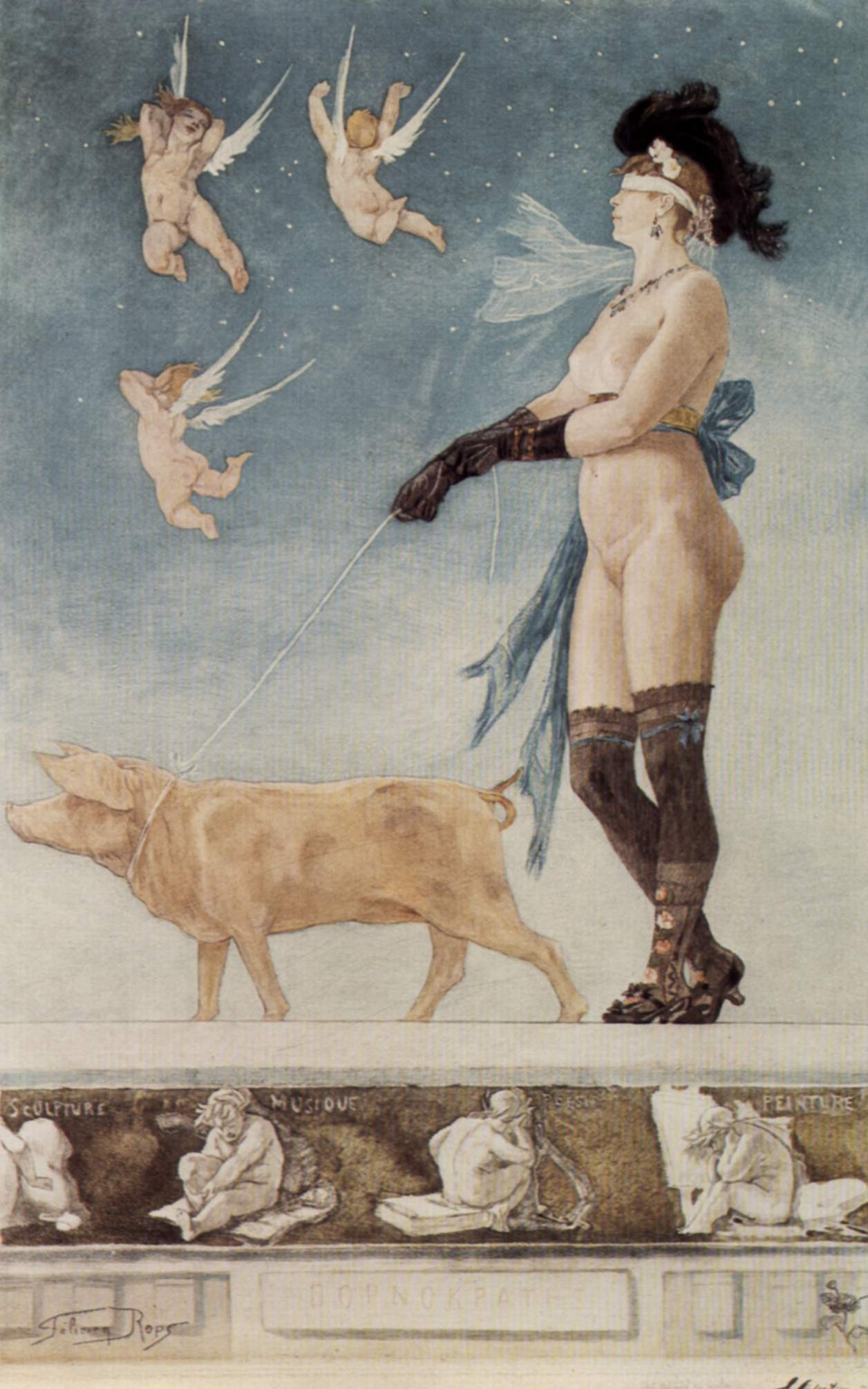
Pornocratès, 1879, Namur, musée Félicien Rops.

Félicien Rops est avant tout un dessinateur ; il utilise à sa façon différentes techniques toutes ensemble, les crayons (dont de couleurs), le pastel, la détrempe, la gomme ; les dessins les plus prestigieux sont : L'Attrapade, Le Bouge à Matelots, La Tentation de saint Antoine, Pornocratès (1879). Il écrit à propos de cette œuvre : 

« Ma Pornocratie est faite. Ce dessin me ravit. Je voudrais te faire voir cette belle fille nue chaussée, gantée et coiffée de noir, soie, peau et velours, et, les yeux bandés, se promenant sur une frise de marbre, conduite par un cochon à "queue d'or" à travers un ciel bleu. Trois amours — les amours anciens — disparaissent en pleurant […]. J'ai fait cela en quatre jours dans un salon de satin bleu, dans un appartement surchauffé, plein d'odeurs, où l'opopanax et le cyclamen me donnaient une petite fièvre salutaire à la production et même à la reproduction. »

— Lettre de Félicien Rops à H. Liesse, 1879

Quelques commentaires parmi d'autres suivent l'exposition de l'œuvre : 

« Certains voient en ce cochon à la queue dorée l'image de la luxure et du lucre pilotant la femme, qui n'a pour seule excuse que son aveuglement ; d'autres y perçoivent l'image de l'homme, bestial et stupide, mené en laisse par la femme. Cette image du cochon, comme celle du pantin ou du pierrot, est partagée par bien des contemporains de Rops. »

« Avec Pornokrates, nous assistons à l'avènement en art d'une femme contemporaine, arrogante, parée, impitoyable que glorifie Rops. »

Félicien Rops est également un graveur de talent utilisant les techniques telles que la gravure à plat (la lithographie), la gravure en creux (l'eau-forte, la pointe sèche et l'aquatinte) et la gravure de reproduction (l'héliogravure). Parmi ses estampes les plus connues figurent La Peine de mort, L'ordre règne à Varsovie, La Médaille de Waterloo, La Buveuse d'absinthe, La Grève, Pornokrates ou Mors syphilitica. Dans ce cadre, Albert Bertrand fut l'un de ses proches collaborateurs. Il réalise à l'aquarelle et encre de Chine (29 × 18 cm) le frontispice de l’Initiation sentimentale (1887) de Joséphin Peladan qui est conservé au Musée d'Orsay. 

Rops définit ainsi sa démarche artistique : 

« Je tâche tout bêtement et tout simplement de rendre ce que je sens avec mes nerfs et ce que je vois avec mes yeux, c'est là toute ma théorie artistique. J'ai encore un autre entêtement, c'est celui de vouloir peindre des scènes et des types de ce XIXe siècle, que je trouve très curieux et très intéressant ; les femmes y sont aussi belles qu'à n'importe quelle époque, et les hommes sont toujours les mêmes. De plus, l'amour des jouissances brutales, les préoccupations d'argent, les intérêts mesquins, ont collé sur la plupart des faces de nos contemporains un masque sinistre où l'instinct de la perversité, dont parle Edgar Poe, se lit en lettres majuscules ; tout cela me semble assez amusant et assez caractérisé pour que les artistes de bonne volonté tâchent de rendre la physionomie de leur temps. »

Art graphique
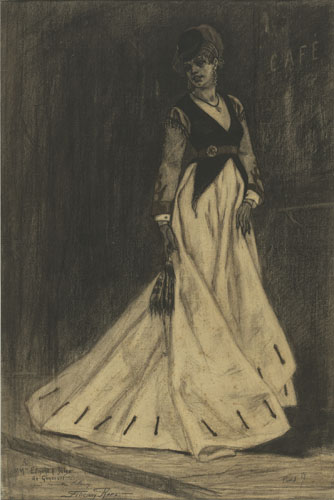
Manette Salomon ou Parisine (1867)[21].
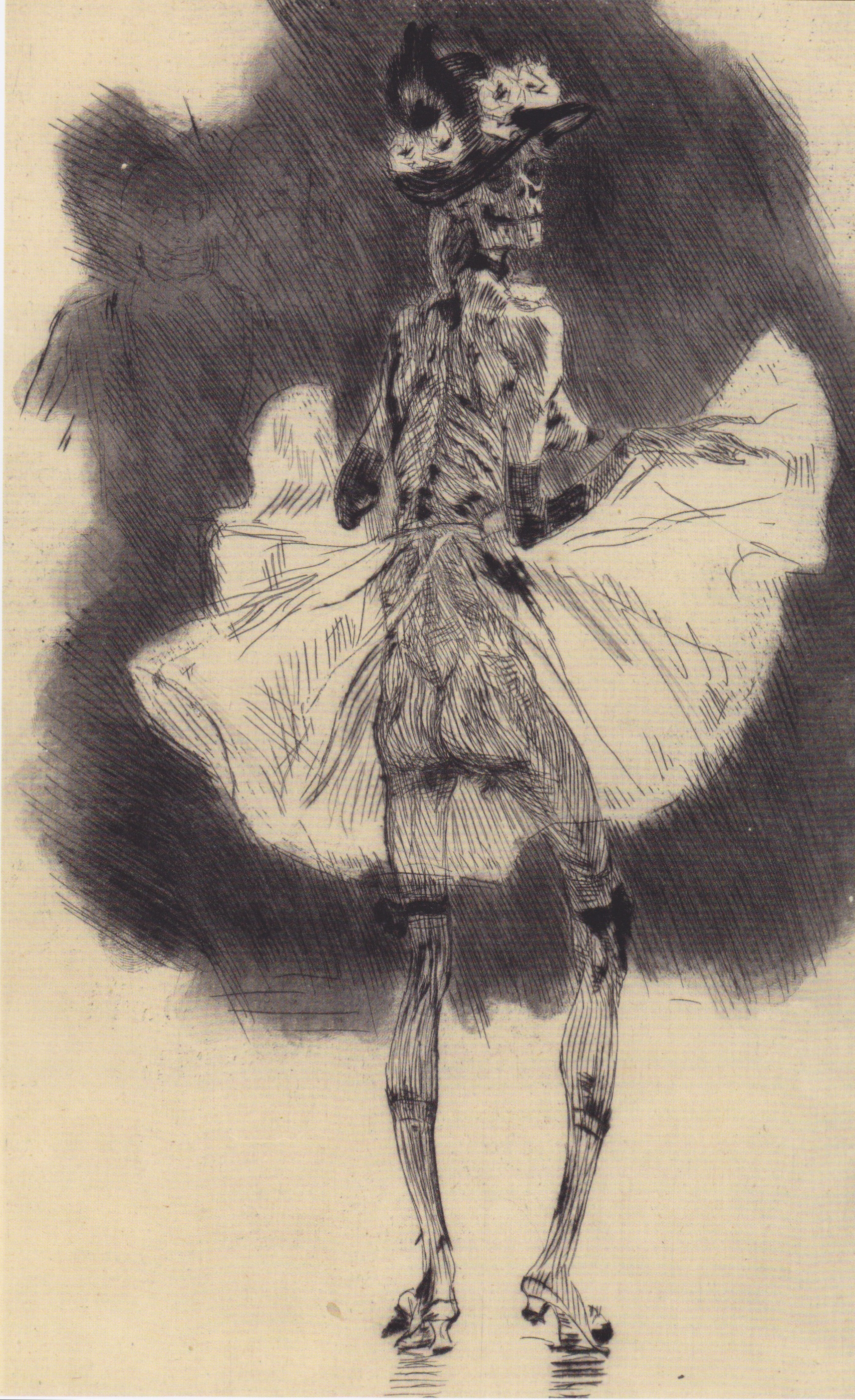
La Mort qui danse (vers 1865).
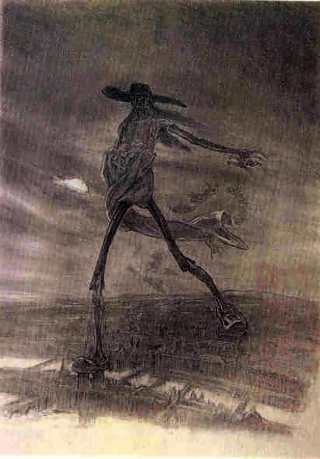
Satan semant des graines (vers 1872).
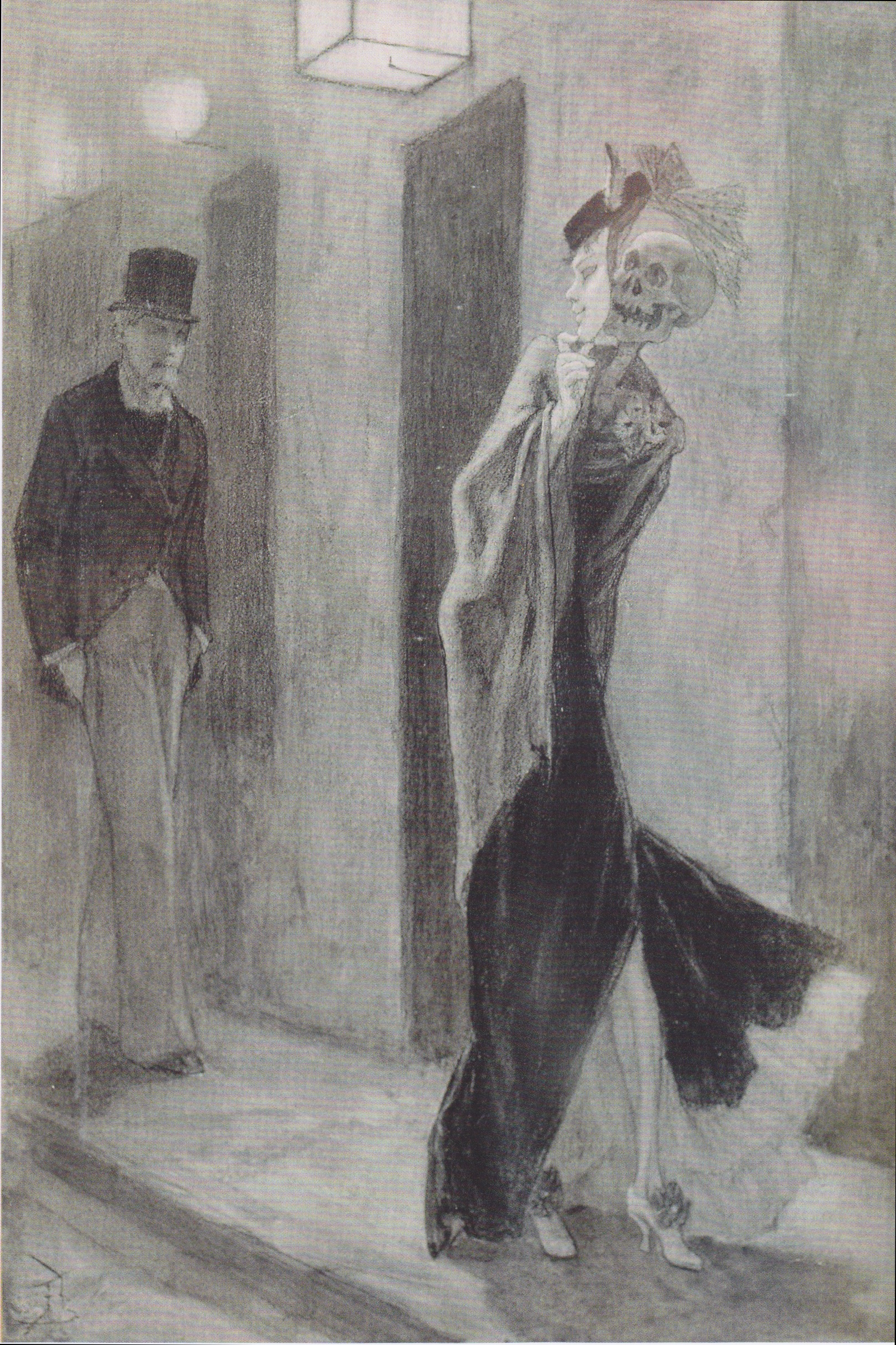
Parodie humaine (vers 1880).
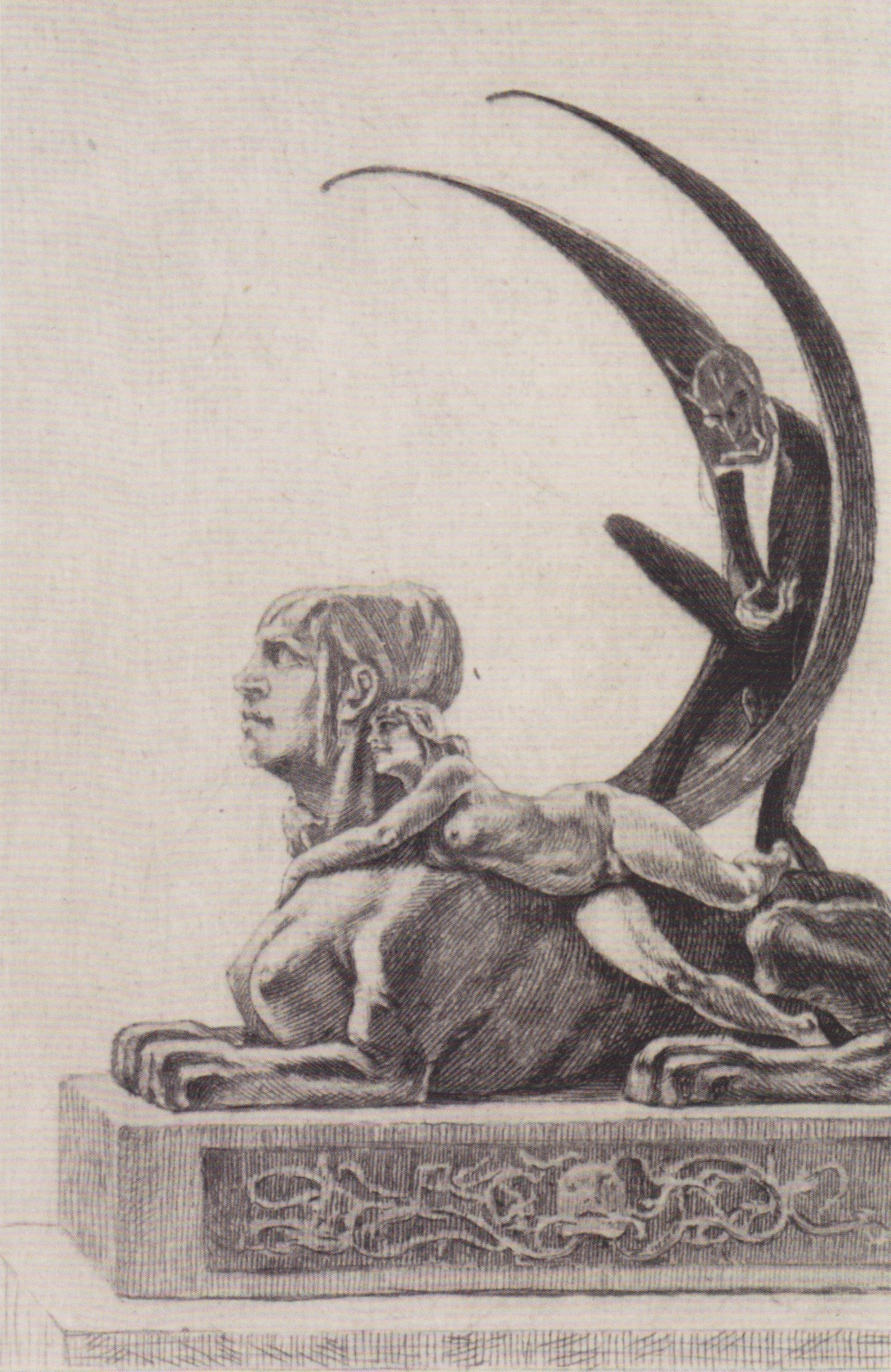
Le Sphinx (1882).
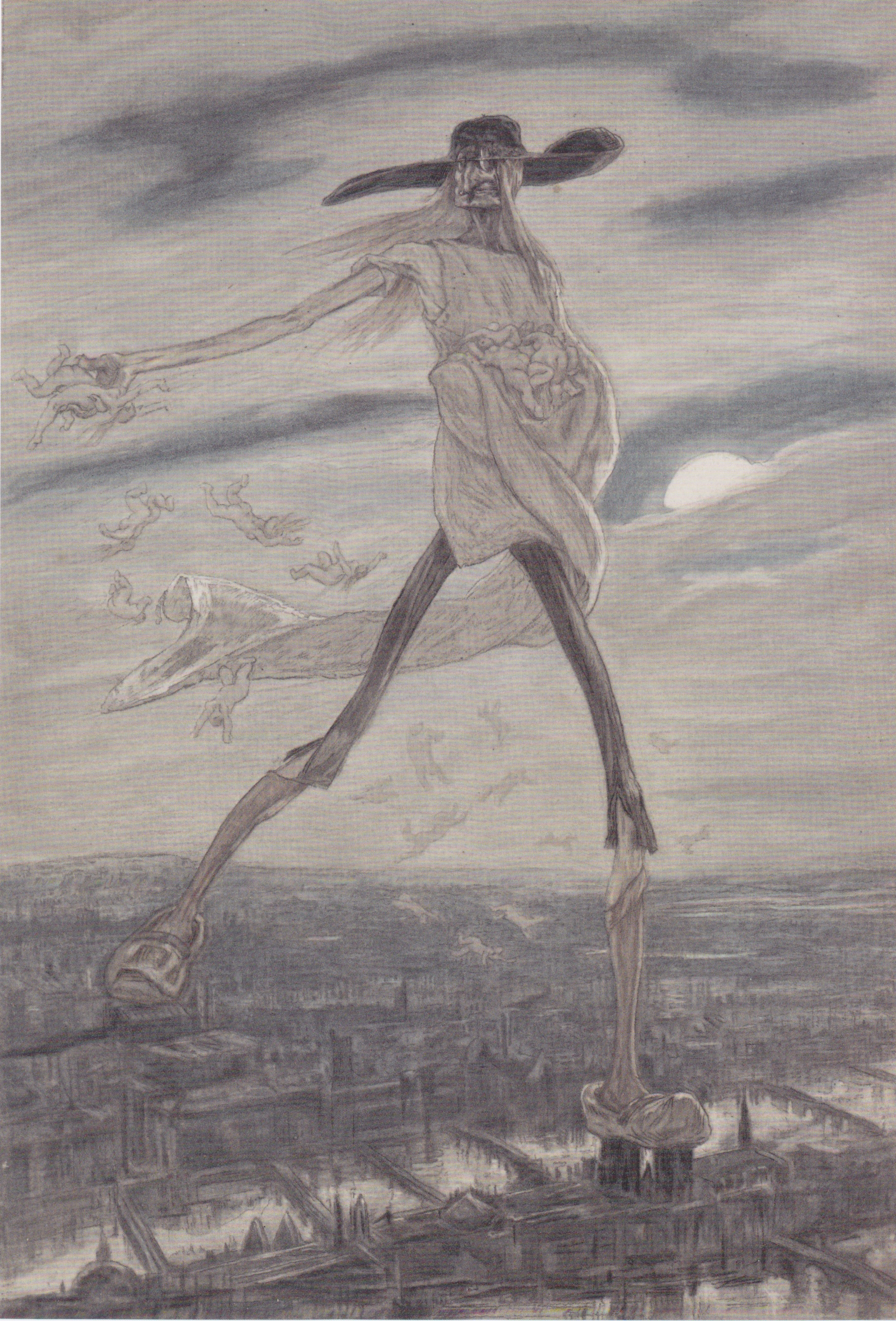
Satan semant (1882).
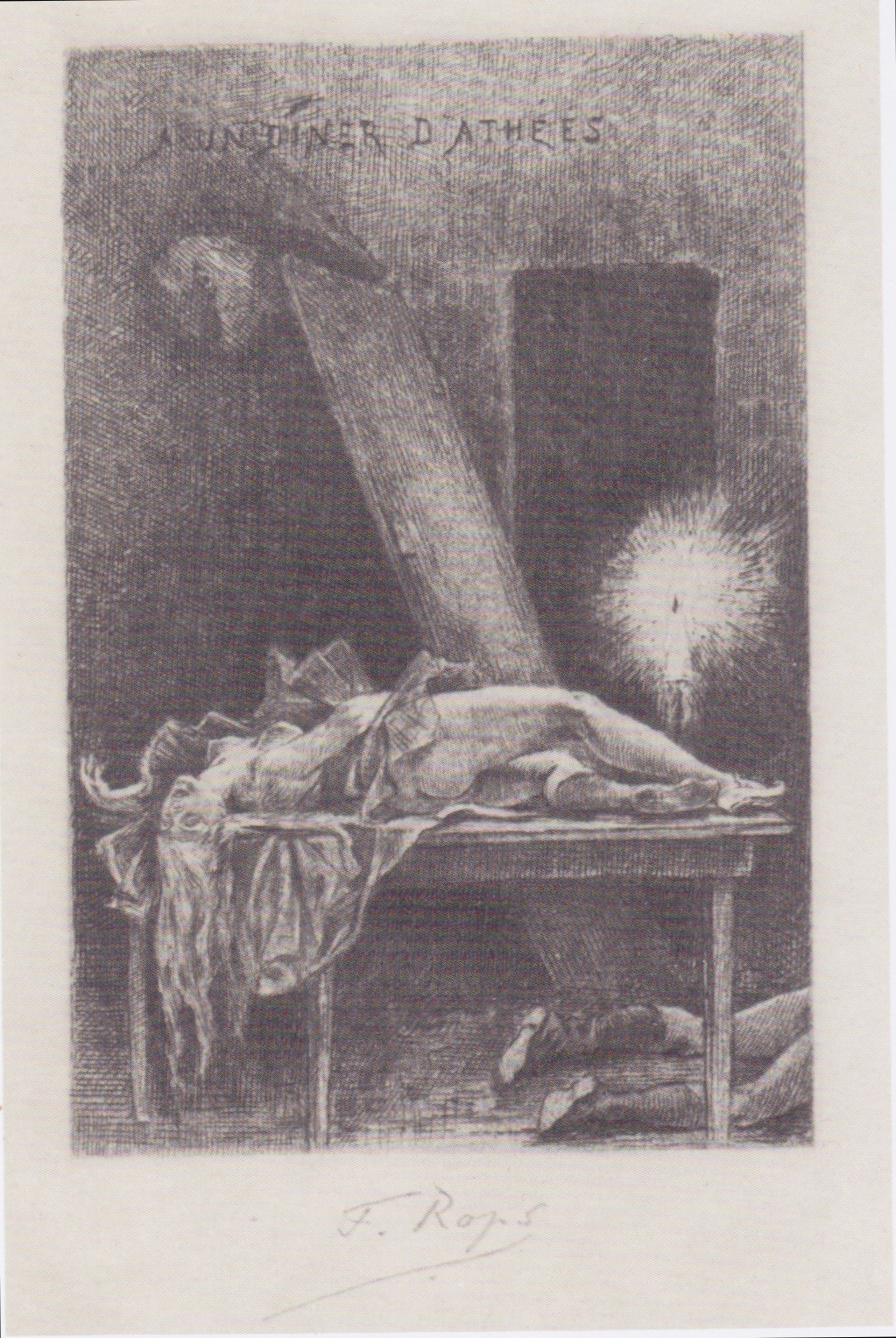
À un dîner d'athées (1882).
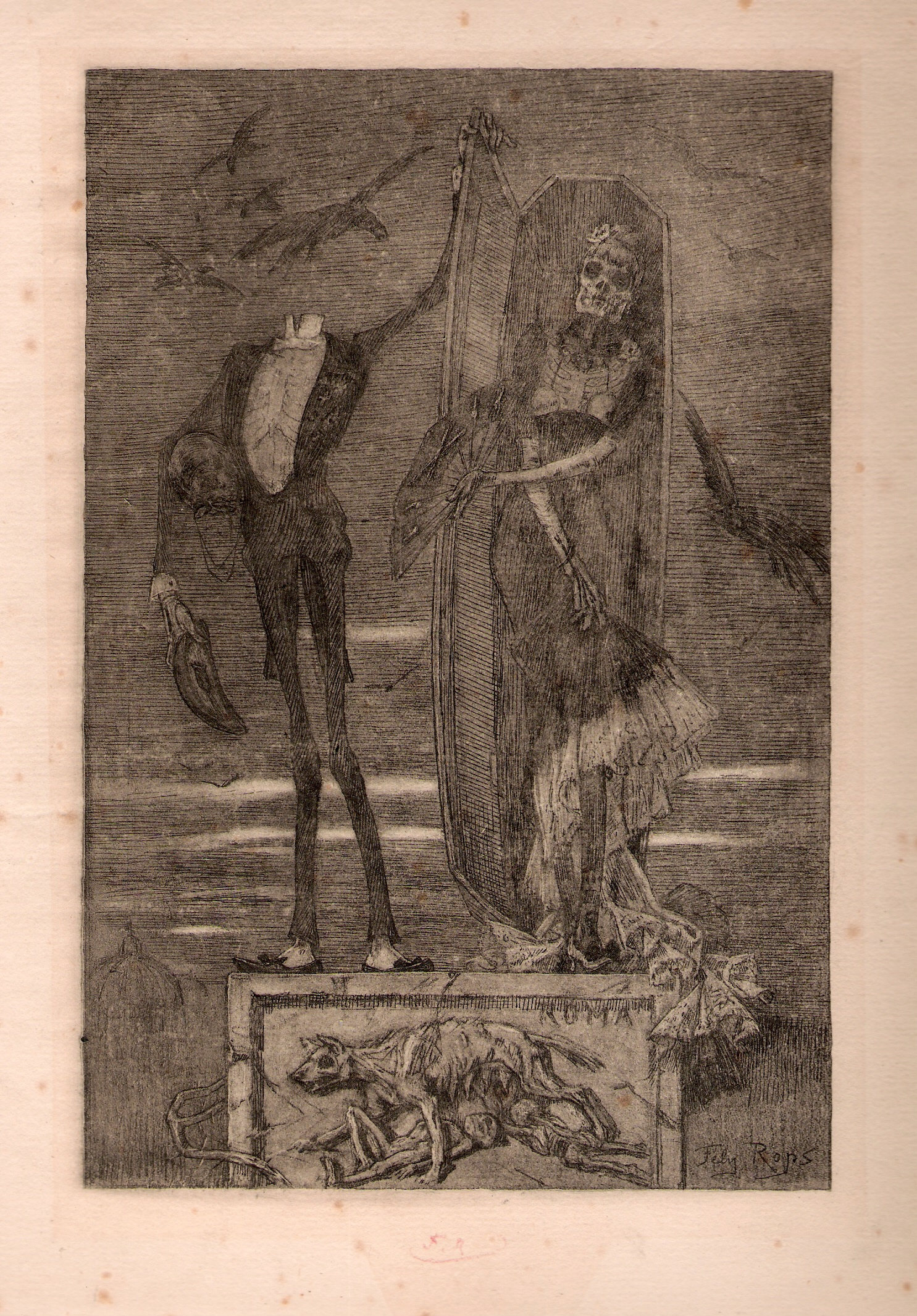
Le Vice suprême (1884), illustration pour le roman homonyme de Joséphin Peladan.
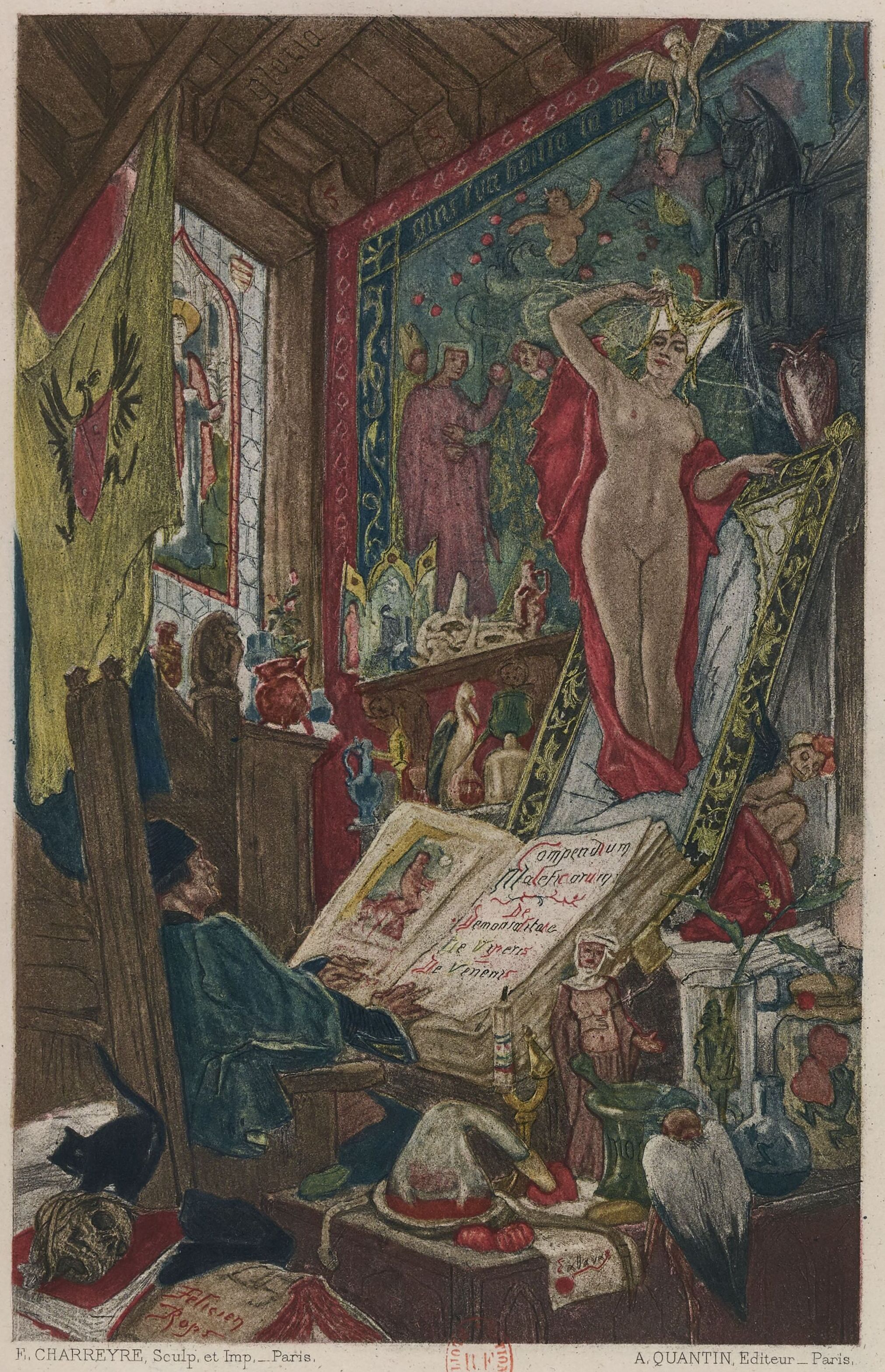
Illustration du livre d'Octave Uzanne, Son altesse la femme (1885).
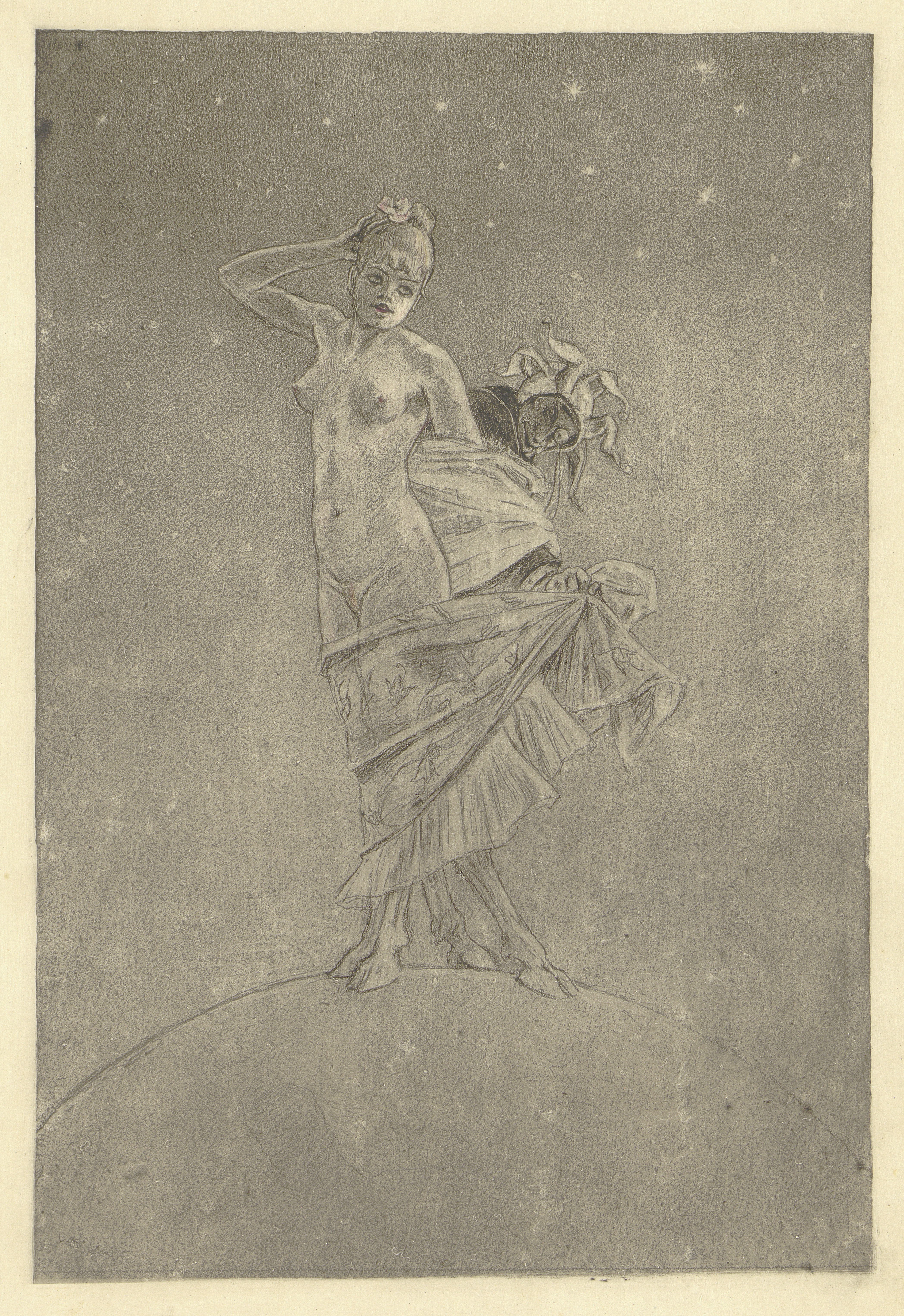
La prostitution et la folie dominent le monde.
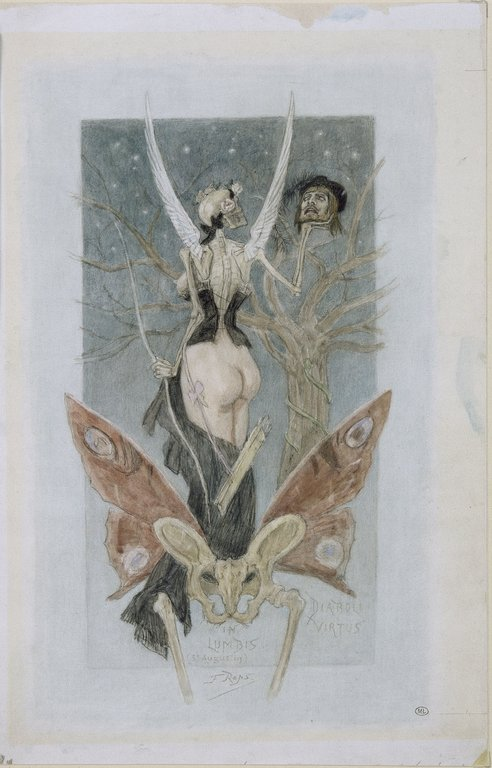
Frontispice de L'Initiation sentimentale, musée d'Orsay.
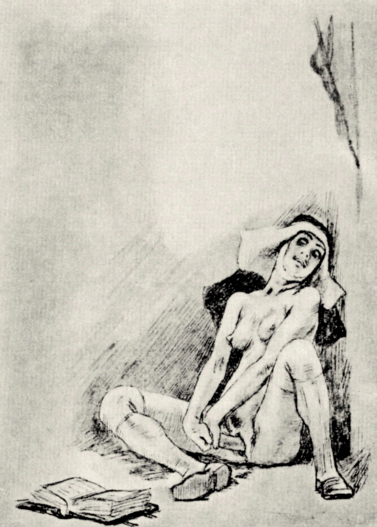
Sainte Thérèse & Transformisme N°2 Seconde Darwinique.
Sainte Thérèse comme philosophe.

Moins connus sont ses paysages et marines sur lesquels il travaille lors de ses voyages. Les toiles sont plus petites, non destinées à des expositions. À l’exemple de Courbet, il peint les paysages rocheux de ses Ardennes natales avec des empâtements épais.

Peintures
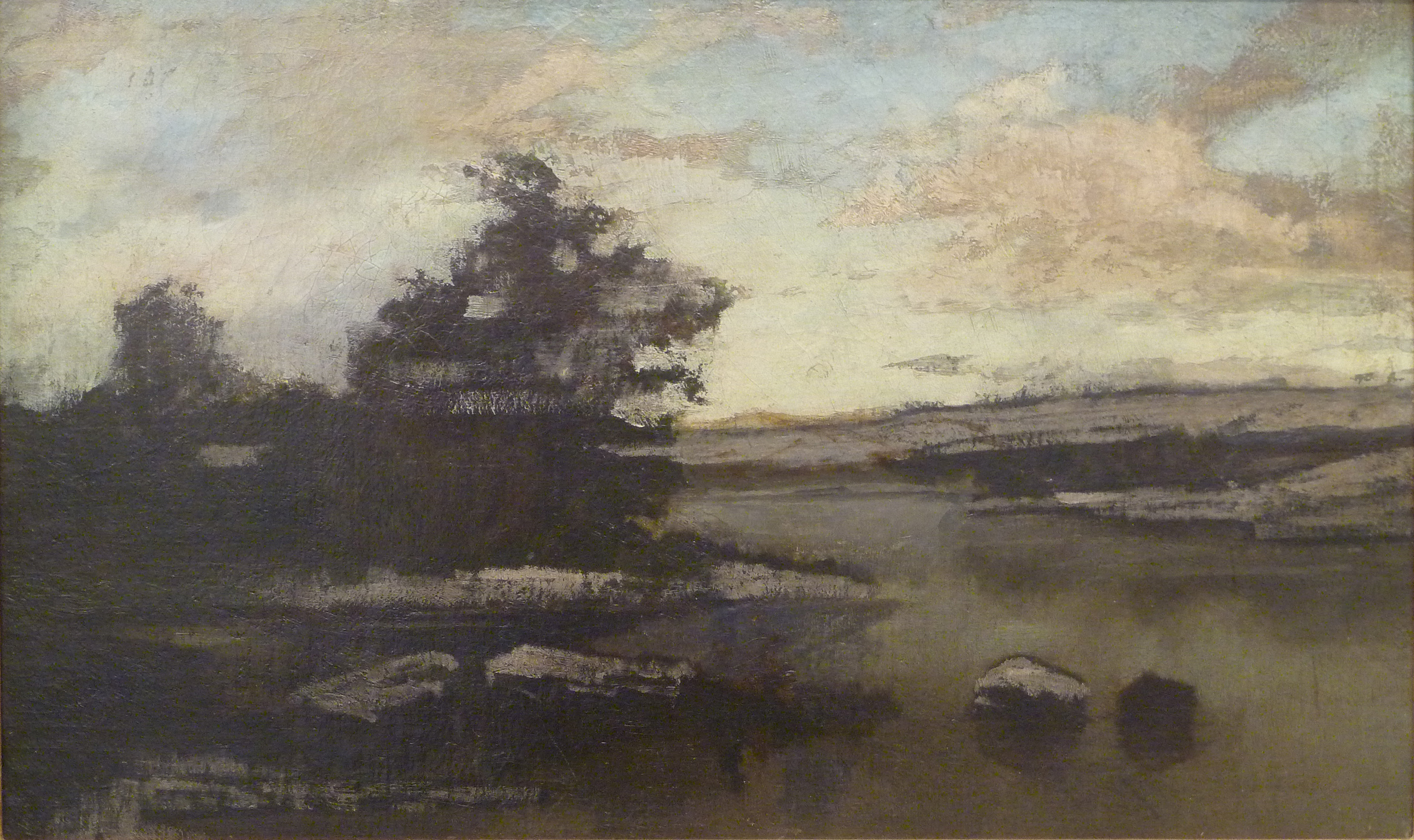
Neige à Thozée, 1870.
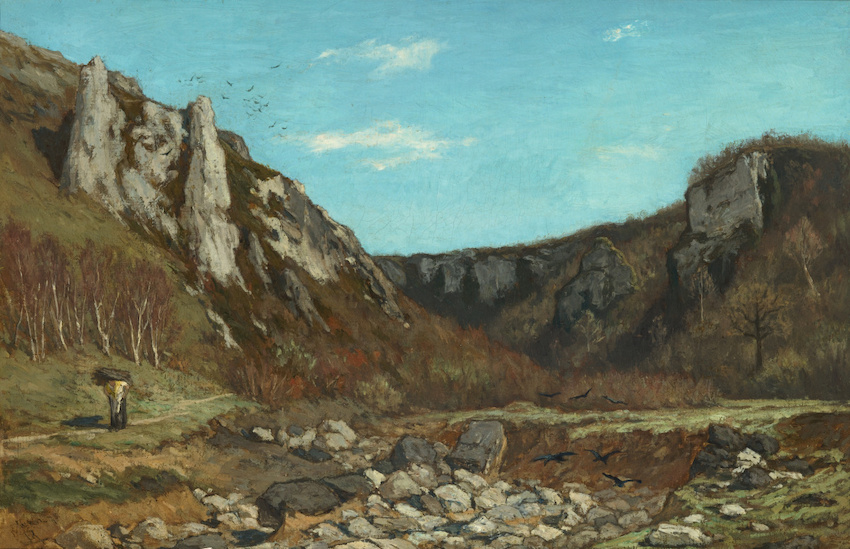
La Vallée de Coléby, 1875, musée d'Orsay[23].
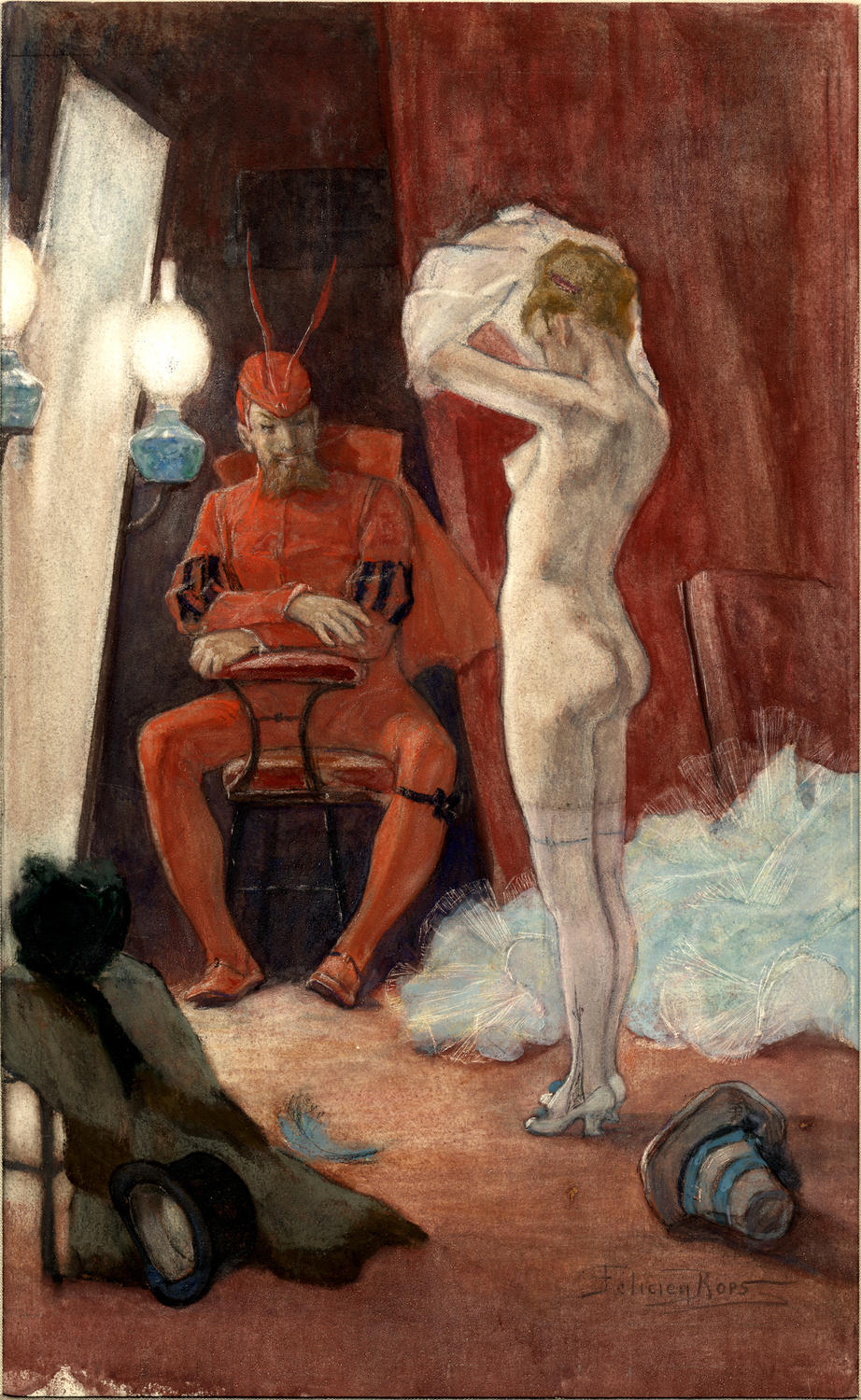
Dans les coulisses, 1878-1880.
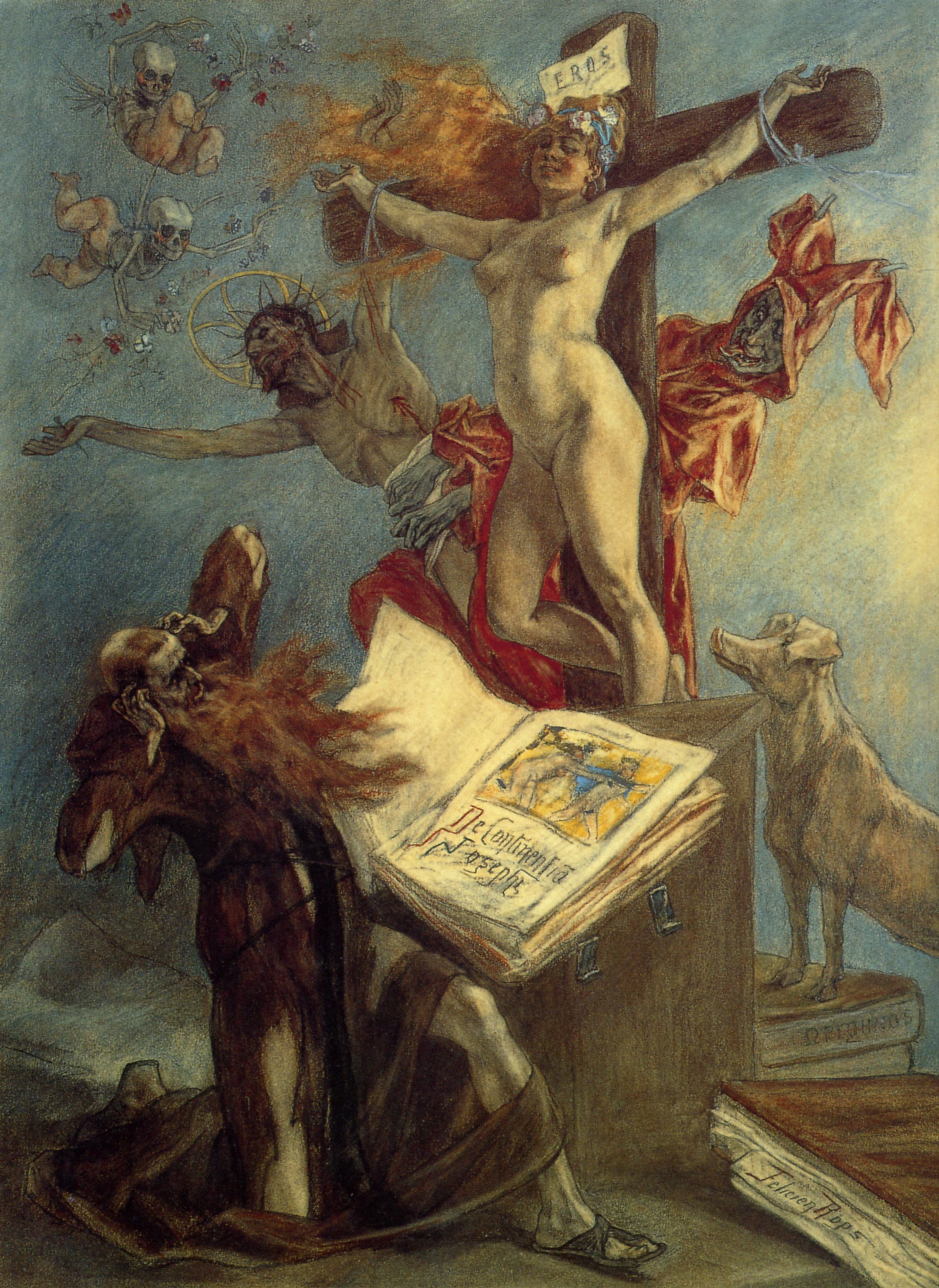
La Tentation de saint Antoine, 1878, Bibliothèque royale de Belgique.
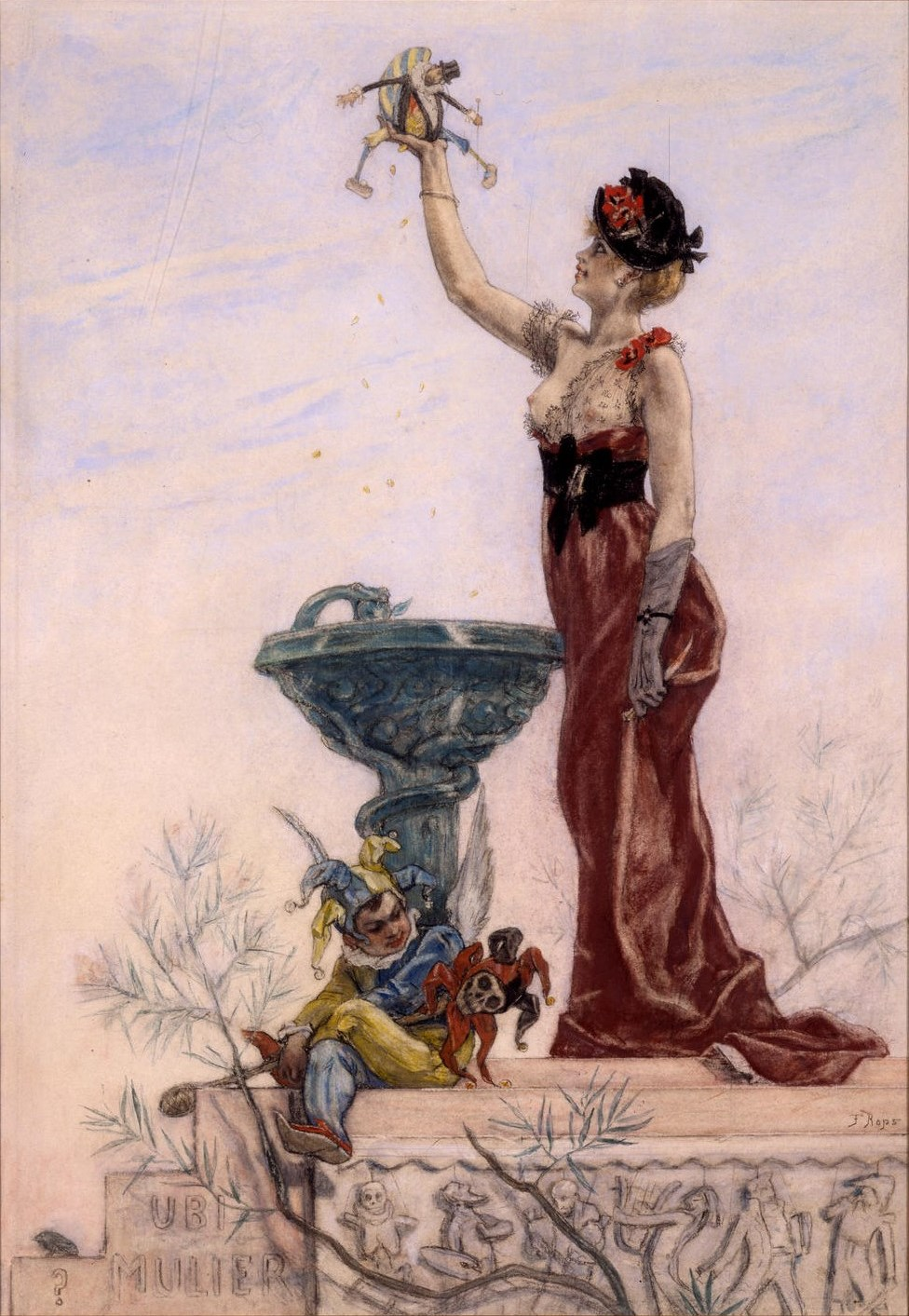
La Dame au pantin, 1885.

## Correspondance
Pleine de verve et d'humour, empreinte de sensibilité, l'abondante correspondance de Rops (entre 4 000  et   5 000 lettres dont un grand nombre illustrées), s'inscrit parmi les plus originales du XIXe siècle. Sa qualité d'écriture lui donne le statut d'œuvre à part entière. Rops correspond avec de nombreux artistes et intellectuels dont, entre autres, Théodore Hannon. 
Cette correspondance est conservée en grande partie à la Bibliothèque royale de Belgique, au Cabinet des Manuscrits. Le musée provincial Félicien Rops à Namur a entrepris de la publier intégralement de façon chronologique.

## Musées

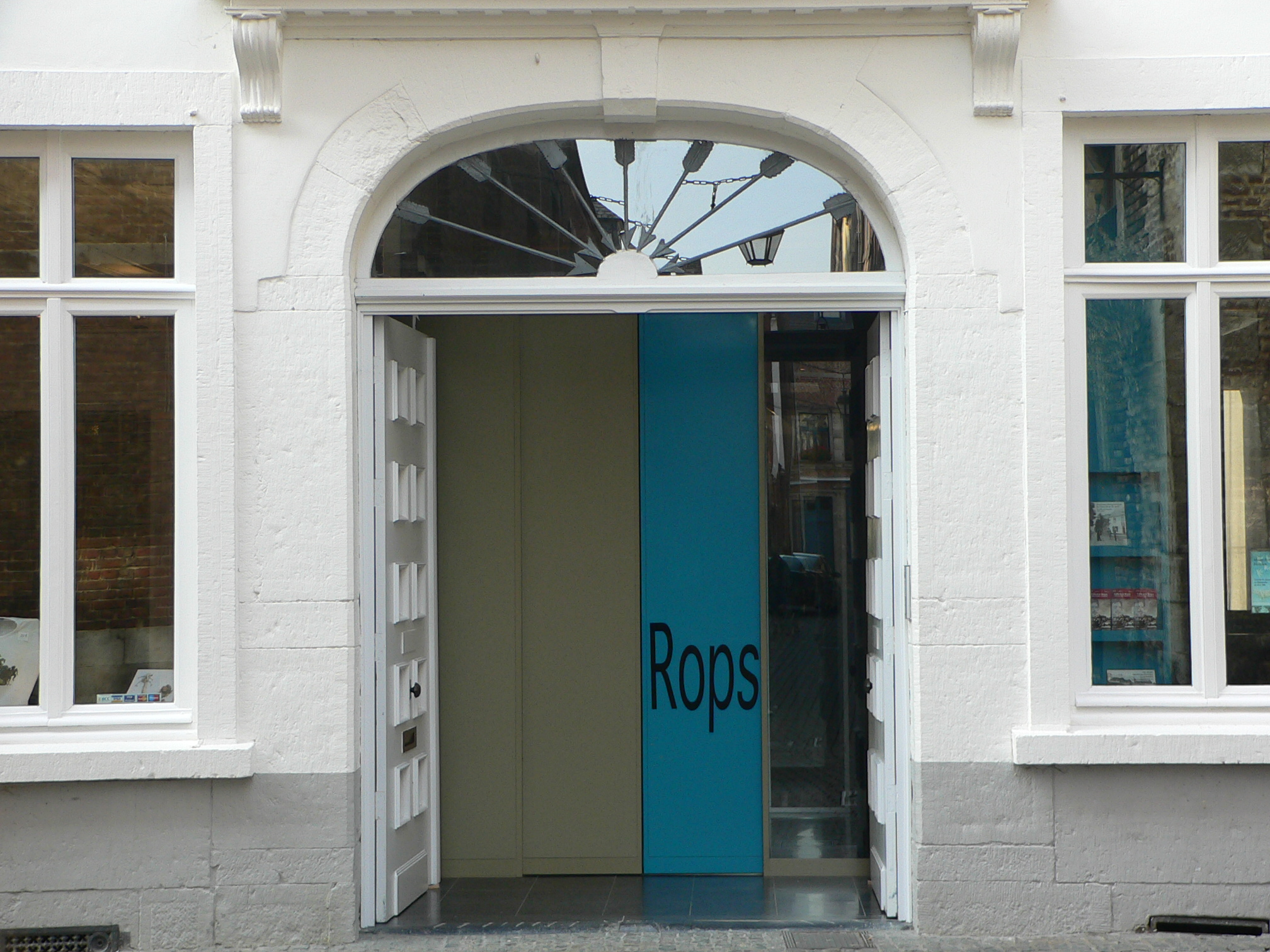
Entrée du musée provincial Félicien Rops à Namur.

L'idée de fonder à Namur un musée consacré à Félicien Rops est évoquée dès avant la Seconde Guerre mondiale par le gouverneur François Bovesse et par Jean Grafé, secrétaire général de l'association Les Amis de l’Art wallon créée en 1938. Il faut cependant attendre les années 1960 et l'homme de lettres Maurice Kunel (par ailleurs coauteur d'une anthologie de référence des lettres de Rops), qui fonde l'association Les Amis de Félicien Rops, pour que ce projet se concrétise.
Le 28 novembre 1960, la province de Namur approuve la création d'un premier musée Félicien-Rops, qui prend place dans l'hôtel de Gaiffier d'Hestroy, datant du XVIIIe siècle et situé rue de Fer. La collection est initialement composée d'une importante donation du comte Visart de Bocarmé et d'œuvres issues des musées d'Art et d'Histoire de Namur, du château des Rops à Thozée ou acquises par une commission d'achat désignée par la province.
La collection s'élargissant, le musée déménage en 1987 dans le Vieux Namur au 12, rue Fumal, qu'il occupe encore aujourd'hui. Ce bâtiment, datant du début du XVIIIe siècle, mais à plusieurs reprises remis au goût du jour dans des styles architecturaux postérieurs, n'a pas été choisi au hasard ; il est en effet lié à l'histoire de Rops, ayant été de 1834 à 1866 la propriété du juge Théodore Polet (le beau-père de l'artiste) et donc la maison d'enfance de son épouse, Charlotte Polet de Faveaux. Le musée y propose une exposition permanente ainsi que d'autres, temporaires. Un centre de documentation y est également installé.
On peut également visiter à Mettet le château où vécut Rops avec Charlotte Polet de Faveaux. Celui-ci, qui a été occupé jusqu'à son décès par Élisabeth Rops (la petite-fille du graveur), est désormais géré par la Fondation Félicien-Rops, fondée en 1994, qui en a entrepris la restauration avec l'appui financier des pouvoirs publics.

## Hommages
- En 1907, une avenue longeant la Meuse à Namur est baptisée du nom de Félicien Rops ;
- Le 20 septembre 1925, une plaque commémorative portant l'inscription « Ici est né Félicien Rops le 7 juillet 1833 » est apposée sur sa maison natale à Namur (rue du Président, numéro 33)[27] ;
- Le 17 septembre 1933 (année du centenaire de sa naissance), un monument en son honneur est inauguré dans le parc Louise-Marie de Namur. Celui-ci consiste en une copie exacte du double escalier dessiné par Rops pour son jardin de La Demi-Lune, sa propriété à Corbeil-Essonnes, dotée en outre d'une plaque commémorative ;
- Le 13 janvier 1934, l'avenue du Cimetière de Gentilly (anciennement appelée rue du Parc) est renommée d'après Félicien Rops ;
- Son nom a été donné à un astéroïde découvert en 1990 par l'astronome belge Eric Walter Elst, l'astéroïde (13520) Félicienrops ;
- Le 8 décembre 1973, la Régie des Postes a émis un timbre de 7 francs en son honneur (no 1699) ;
- le 12 mai 1988, la commune de Mettet lui a élevé un monument, devant la maison communale, inauguré en présence du sculpteur Charles Delporte, de M. Émile Wauthy, gouverneur de la province de Namur, et de Mlle Rops, petite-fille de l'artiste ;
- Le 11 septembre 1993, une stèle commémorant Rops est inaugurée aux Fonds d'Arquet, dans le village de Vedrin[28], conformément à un souhait de l'artiste émis un siècle plus tôt[Note 9] ;
- Un institut technique de la Communauté française (rue du Quatrième Génie à Namur) et une salle de ventes (chaussée de Waterloo à Saint-Servais) du Namurois sont nommés d'après Félicien Rops.
- À l'occasion de ses 150 ans, la section aviron du Royal Club Nautique de Sambre et Meuse rend hommage à son fondateur, Félicien Rops.
- Une rue de Corbeil-Essonnes porte son nom.

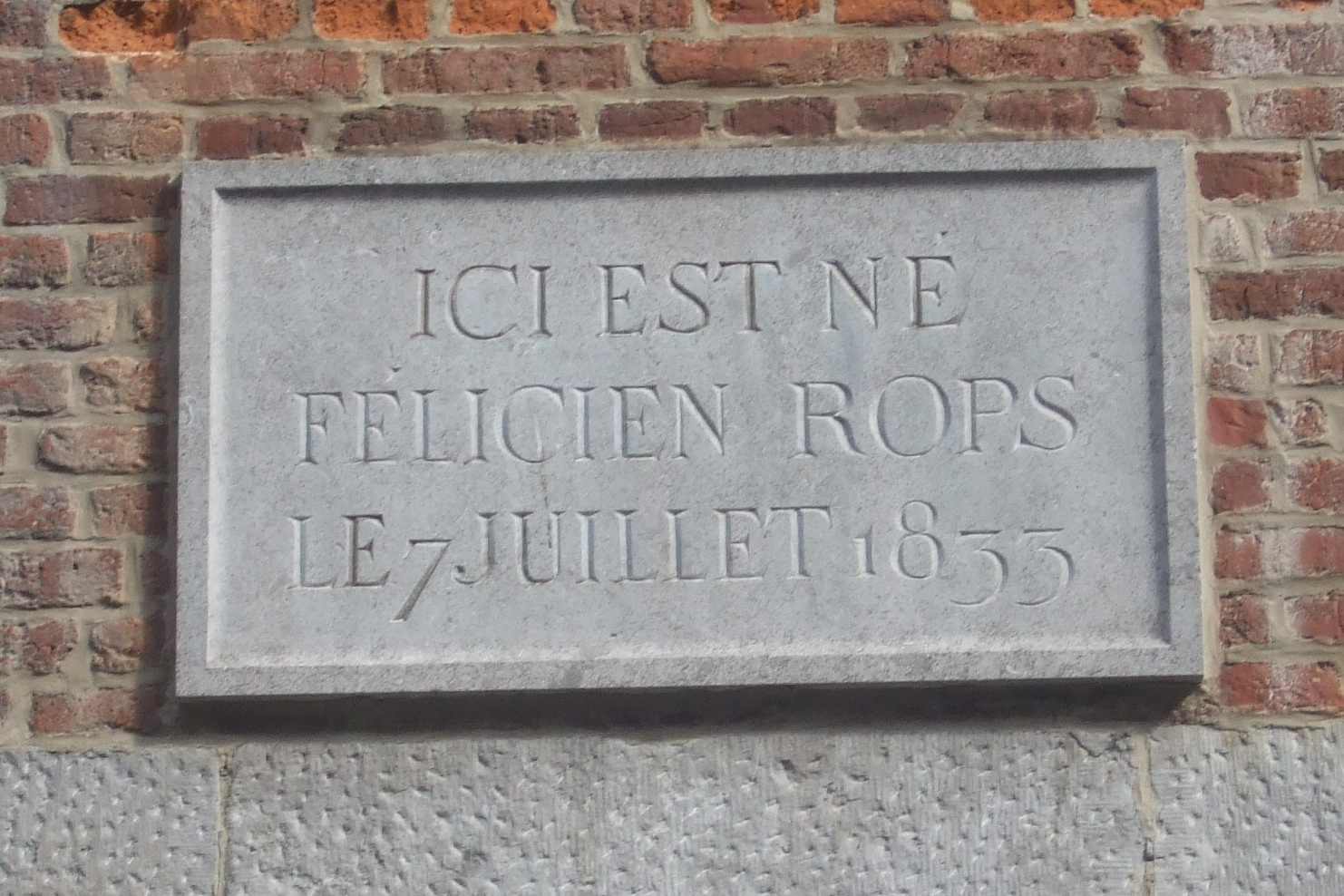
Plaque commémorative apposée en 1925 sur la façade de la maison natale de Rops à Namur.
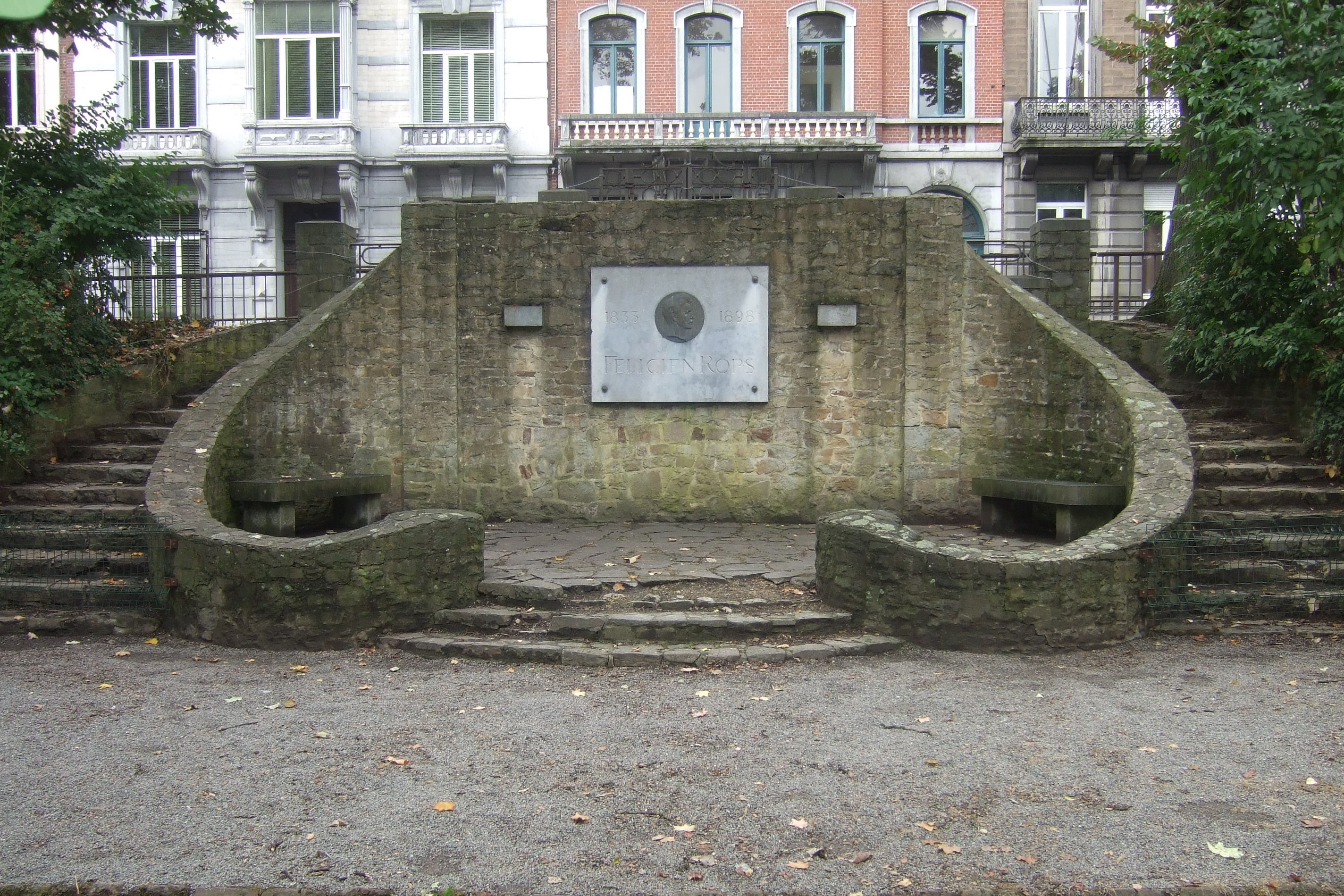
Monument dédié en 1933 à Rops, au parc Louise-Marie de Namur.
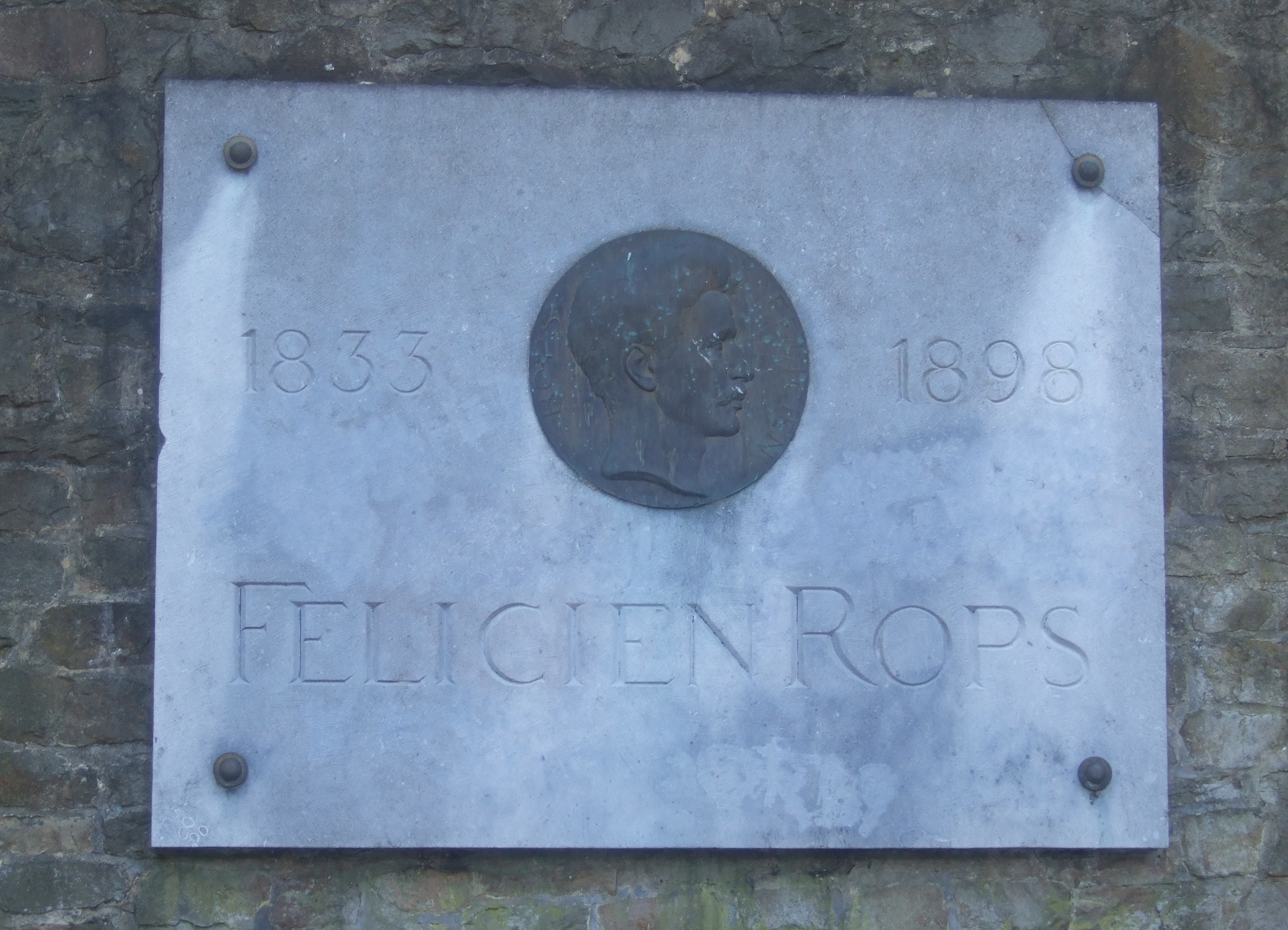
Détail du monument du parc Louise-Marie.